# Neil Chayet
Neil Lewis Chayet (* 17. Januar 1939 in Boston; † 11. August 2017 in Salem, Massachusetts) war ein US-amerikanischer Rechtsanwalt.
In den USA wurde Chayet insbesondere aufgrund seiner werktäglichen CBS-Radio-Reihe Looking at the Law bekannt (dt. etwa Blick aufs Recht; jeweils eine Minute; Erstausstrahlung am 1. April 1976 auf dem Sender WEEI in Boston; beendet am 30. Juni 2017).
Seine Abschlüsse machte Chayet an der Tufts University (B.A. 1960) und der Harvard Law School (J.D. 1963). Als Vorsitzender der Chayet Communications Group, Inc. war er insbesondere auf den Gebieten des Gesundheits-, Bildungs-, Energie- und Telekommunikationsrechts beratend tätig. Er arbeitete für verschiedene Kanzleien in Boston und Washington D.C. Außerdem war er Dozent für Rechtsmedizin an der Harvard Medical School und der Tufts University. Zeitweise war er auch Vize-Präsident des Organisationsgremiums der Republikanischen Partei für Massachusetts.
Neil Chayet war mit Susan Chayet verheiratet; sie haben drei gemeinsame Kinder (Michael, Lisa und Ely). Zuletzt war er mit Martha M. Chayet verheiratet. Nach Kauf des Joseph-Story-Hauses zogen sie 2005 von Manchester-by-the-Sea nach Salem, wo er 2017 im Alter von 78 Jahren an einem kleinzelligen Karzinom verstarb.

## Veröffentlichungen (Auswahl)
- Social and Legal Aspects of LSD Usage. In: LSD, Man & Society (1967), S. 94–126
- Legal Implications of Emergency Care (1969). LCCN 68-054561
- Neil Chayet’s Looking at the law (1981). LCCN 81-001024
- Interview mit John Koch, The Boston Globe (1999)